# 香取神社 (幸手市大字下吉羽)
香取神社（かとりじんじゃ）は、埼玉県幸手市の神社。

## 歴史
1575年（天正3年）に創建された。当時は戦国時代であり、その兵乱により当社の別当寺であった地蔵院もその頃に現在地に移転している。よって、地蔵院の境内社だった当社が村の鎮守として地蔵院とは別の場所に設けられた可能性がある。
1873年（明治6年）、近代社格制度に基づく「村社」に列せられ、1912年（明治45年）の神社合祀により周辺の2社が合祀された。なお参道から三番目の鳥居は、合祀された香取社の鳥居を転用したものである。

## 交通アクセス
- 路線バス下吉羽停留所より徒歩2分。